# 杉田景子
杉田 景子（すぎた けいこ、1948年9月8日 - ）は、日本の元女優。本名は藤田景子。東京都出身。文学座に所属。身長156cm（1976年4月）。

## 来歴・人物
日本女子大学家政学部住居学科卒業。学生時代、ニッポン放送の『ミス・ラジオ』に選ばれ、同局で番組のアシスタントを6か月務め、後にFM東京でDJを6か月間務める。
1972年、文学座付属演劇研究所入所。1973年、テレビドラマポーラテレビ小説「愛子」で主演を務める。1977年、文学座映画放送部所属となる。1981年に芸能界を引退した。
弟が二人いる。

## 出演作品

### テレビドラマ
- ポーラテレビ小説／愛子（1973年 - 1974年、TBS）
- 太陽にほえろ! 第95話「愛のシルクロード」（1974年、NTV） - 及川弥生
- ザ・ボディガード 第26話「父性愛」（1974年、NET）
- 少年ドラマシリーズ / 二十四の瞳（1974年、NHK）
- 座頭市物語 第11話「木曽路のつむじ風」（1974年、CX）
- ライオン奥様劇場　（CX）
  - 妻の日の愛のかたみに（1976年）
  - 愛よいのちよ（1978年）
- 大江戸捜査網（東京12チャンネル・三船プロ）
  - 第140話「謎の連続誘拐事件」（1974年） - おこん
  - 第280話「怒りの白昼殴り込み」（1977年） - おいと
- 銭形平次 第666話「やがて青空」（1979年、CX）
- 水戸黄門 第11部 第25話「胸に悲願の裏切り者 -佐倉-」（1981年2月2日、TBS / C.A.L） - 美里